# Capitoli di The Promised Neverland
Questa è la lista dei capitoli di The Promised Neverland, manga scritto da Kaiu Shirai e disegnato da Posuka Demizu.

## Volumi 1-10
| Nº | Titolo italiano Giapponese 「Kanji」 - Rōmaji | Data di prima pubblicazione             | Data di prima pubblicazione              |
| Nº | Titolo italiano Giapponese 「Kanji」 - Rōmaji | Giapponese                              | Italiano                                 |
| 1  | Grace Field House 「GFハウス」 - GF hausu | 2 dicembre 2016 ISBN 978-4-08-880872-7  | 31 gennaio 2018 ISBN 978-88-3275-282-3   |
| 1  | Capitoli - 1. Grace Field House (グレースフィールドハウス?, Gurēsu fīrudo hausu) - 2. Via di fuga (出口?, Deguchi) - 3. La donna d'acciaio (鉄の女?, Tetsu no on'na) - 4. L'ideale (“最善”?, Saizen) - 5. Ci ha scoperti! (やられた?, Yarareta!) - 6. Carol e Krone (キャロルとクローネ?, Kyaroru to kurōne) - 7. Contiamo su di te (頼んだぞ?, Tanondazo) |                                         |                                          |
| 1  | Trama All’orfanotrofio Grace Field House, vivono dei bambini marchiati con un numero e affezionati alla loro "mamma", la direttrice Isabella. Ogni giorno eseguono un test per il QI, al quale tre di loro ottengono sempre il massimo punteggio: Emma, Norman e Ray. I bambini che compiono 12 anni vengono adottati e lasciano Grace Field, senza dare più notizie una volta usciti. Una sera, in occasione dell’adozione di Conny, Emma e Norman scoprono che è stata uccisa da dei mostri che vogliono venderne la carne. Riescono a fuggire senza farsi scoprire ma Isabella si accorge che qualcuno ha scoperto la verità. Emma e Norman decidono di scappare da Grace Field e salvare anche tutti gli altri bambini. I due si rendono conto che i bambini vengono portati via in base all'età e ai punteggi dei test, e cercano quindi un modo per fuggire prima della prossima "spedizione". Oltrepassando la foresta, trovano un muro che potrebbe essere superato con una corda, ma si accorgono che Isabella ha dispositivi di localizzazione impiantati sui loro corpi. I due condividono il loro piano con Ray, che li avverte che la fuga con tutti i bambini sarebbe impossibile. Nonostante ciò, Emma rimane determinata a fuggire con tutti e Norman riesce a convincere Ray a collaborare con loro. Lo stesso giorno Isabella porta all'orfanotrofio una nuova bambina di nome Carol e un’aiutante adulta di nome Krone, affinché la aiuti a supervisionare sui bambini. Intanto, i demoni discutono della cerimonia del Tifari. |                                         |                                          |
| 2  | Controllo 「コントロール」 - Kontorōru | 4 febbraio 2017 ISBN 978-4-08-881006-5  | 28 marzo 2018 ISBN 978-88-3275-336-3     |
| 2  | Capitoli - 8. Ho un'idea (考えがある?, Kangae ga aru) - 9. Giochiamo ad acchiapparello (鬼ごっこしましょう?, Onigokko shimashou) - 10. Controllo (コントロール?, Kontorōru) - 11. La spia 1 (内通者①?, Naitsūsha 1) - 12. La spia 2 (内通者②?, Naitsūsha 2) - 13. La spia 3 (内通者③?, Naitsūsha 3) - 14. L'asso nella manica (切り札?, Kirifuda) - 15. Non farlo mai più (二度としないで?, Nidoto shinaide) - 16. Il segreto della stanza e W. Minerva 1 (秘密の部屋と W (ウィリアム)・ミネルヴァ①?, Himitsu no heya to wiriamu mineruva 1) |                                         |                                          |
| 2  | Trama Norman e Ray si rendono conto di essere già sospettati da Isabella e Krone, ed Emma scopre che i dispositivi di localizzazione sono impiantati nelle orecchie di tutti. Il trio usa il gioco dell'acchiapparello per allenare i bambini alla fuga ma sospetta che uno degli altri bambini sia una spia al servizio di Isabella. Per determinarne l’identità, essi rivelano il loro piano a Don e Gilda, che ritenevano i più sospetti, tacendo però della morte di Conny. Norman dice a Ray di avere nascosto alcune corde in due posti diversi dell'orfanotrofio e di avere rivelato separatamente a Don e Gilda uno solo dei due nascondigli, in modo da individuare il traditore. Con questo espediente, Norman scopre che la spia è proprio Ray, il quale rivela di essere da molti anni una spia per Isabella, dopo aver scoperto prematuramente lo scopo dell'asilo, e di aver fatto sì che anche Emma e Norman scoprissero la verità per poter fuggire assieme. Intanto, sospettando l’esistenza di una stanza segreta, Don e Gilda sottraggono la chiave di Isabella. |                                         |                                          |
| 3  | Distruggetelo! 「ブチ壊せ!!」 - Buchi kowase!! | 4 aprile 2017 ISBN 978-4-08-881077-5    | 24 maggio 2018 ISBN 978-8-83-275415-5    |
| 3  | Capitoli - 17. La stanza segreta e W. Minerva 2 (!秘密の部屋と W (ウィリアム)・ミネルヴァ②?, Himitsu no heya to wiriamu mineruva 2) - 18. Determinazione (覚悟?, Kakugo) - 19. Out (アウト?, Auto) - 20. Fronte comune (“共闘”?, Kyōtō) - 21. Una trappola palese (見え透いた罠?, Miesuita wana) - 22. Esca (餌?, Esa) - 23. Distruggetelo! (ブチ壊せ！！?, Buchi kowase!!) - 24. Ricognizione 1 (下見①?, Shitami 1) - 25. Ricognizione 2 (下見②?, Shitami 2) |                                         |                                          |
| 3  | Trama Emma, Ray e Norman apprendono che tutti i libri dell’orfanotrofio appartenevano ad un certo William Minerva, il quale vi ha inserito alcuni messaggi a proposito del mondo esterno. Intanto, nella stanza segreta di Isabella, Don e Gilda scoprono della morte di Conny, e il trio è dunque costretto a raccontare loro l’intera verità. Krone assiste alla conversazione e propone loro di allearsi per far cadere Isabella e i bambini accettano, consci che l’obiettivo è sfruttarsi a vicenda. Ray cerca di guadagnare tempo per permettere ai suoi amici di perlustrare il muro che circonda il Grace Field ma Isabella li anticipa sbarazzandosi di Krone, che viene uccisa dalla “Nonna“ (il loro capo). Prima di andarsene, Krone affida ai ragazzi una penna speciale lasciata da Minerva. Dopo aver spezzato una gamba ad Emma, Isabella comunica ai bambini che all’indomani Norman verrà spedito all’esterno. |                                         |                                          |
| 4  | Voglio vivere 「生きたい」 - Ikitai | 4 luglio 2017 ISBN 978-4-08-881183-3    | 18 luglio 2018 ISBN 978-88-3275-493-3    |
| 4  | Capitoli - 26. Voglio vivere (生きたい?, Ikitai) - 27. Non ti lasceremo morire (死なせない?, Shinasenai) - 28. Nascosto 1 (潜伏?, Senpuku) - 29. Nascosto 2 (潜伏②?, Senpuku 2) - 30. Resistenza (抵抗?, Teikou) - 31. Vuoto (空虚?, Kūkyo) - 32. Esecuzione 1 (決行①?, Kekkō 1) - 33. Esecuzione 2 (決行②?, Kekkō 2) - 34. Esecuzione 3 (決行③?, Kekkō 3) |                                         |                                          |
| 4  | Trama Il trio escogita un piano per far credere che Norman fugga, per restare invece nascosto nel bosco. Ray rivela a lui e ad Emma di aver sempre saputo la verità su quel luogo, in quanto possiede i ricordi di quando era ancora nel grembo materno. Norman scopre che il Grace Field confina con altre “fattorie” e con il quartier generale dei demoni, e rinuncia alla fuga, venendo così spedito ai demoni. Due mesi dopo, la notte prima di essere anch’egli spedito, Ray attua il piano cui stava lavorando da anni: dare fuoco all’intero stabilimento e a se stesso per permettere ai bambini di scappare. Tuttavia, Norman aveva scoperto il suo piano e, dopo aver rinvenuto la penna di Minerva, aveva lasciato ad Emma indicazioni su come agire, facendo apprendere la verità anche agli altri bambini. Ray ed Emma appiccano il fuoco allo stabilimento e si mozzano l’orecchio con la ricetrasmittente per far credere ad Isabella di esservi ancora all’interno. La donna cerca così di domare l’incendio e i bambini ne approfittano per scappare. Giunti al muro, Ray si accorge che non tutti i bambini li hanno seguiti e infatti uno di loro, Phil, è andato da Isabella. |                                         |                                          |
| 5  | La fuga 「脱出」 - Dasshutsu | 4 settembre 2017 ISBN 978-4-08-881205-2 | 19 settembre 2018 ISBN 978-88-3275-561-9 |
| 5  | Capitoli - 35. Esecuzione 4 (決行④?, Kekkō 4) - 36. Esecuzione 5 (決行⑤?, Kekkō 5) - 37. La fuga (脱出?, Dasshutsu) - 38. Il bosco delle promesse (誓いの森?, Chikai no mori) - 39. Inaspettato (想定外?, Sōtei-gai) - 40. I serpenti di Alvapinera (アルヴァピネラの蛇?, Aruvapinera no hebi) - 41. Invasione (襲来?, Shūrai) - 42. Non ci faremo mangiare (食われてたまるか?, Kuwa rete tamaru ka) - 43. 81194 (81194?) |                                         |                                          |
| 5  | Trama Emma spiega a Ray di aver raccontato la verità a Phil e di aver deciso di lasciare alla fattoria i bimbi dai 4 anni in giù, per venire a salvarli nei due anni che restano loro. Isabella riconosce la sconfitta e, memore di quando era anch’ella una bambina della fattoria e del fatto che Ray sia il suo vero figlio, augura loro buona fortuna. I fuggitivi raggiungono una foresta e scoprono che i libri di Minerva sono una guida per orientarsi nel mondo esterno, mentre la penna contiene indicazioni per raggiungere un certo posto. Ray viene inseguito dai demoni, mentre gli altri bambini incontrano una ragazza incappucciata. |                                         |                                          |
| 6  | B06-32 「B06-32」 - B06-32 | 2 novembre 2017 ISBN 978-4-08-881278-6  | 14 novembre 2018 ISBN 978-88-3275-632-6  |
| 6  | Capitoli - 44. La ragazza con il cappuccio (頭巾の少女?, Zukin no shōjo) - 45. Soccorso (救援?, Kyūen) - 46. Sonju e Mujika (ソンジュとムジカ?, Sonju to mujika) - 47. Una storia antica (昔話?, Mukashibanashi) - 48. Due mondi (二つの世界?, Futatsu no sekai) - 49. Diccelo (教えて?, Oshiete) - 50. Amici (友達?, Tomodachi) - 51. B06-32 1 (B06-32①?) - 52. B06-32 2 (B06-32②?) |                                         |                                          |
| 6  | Trama Ray viene salvato da Sonju, mentre i bambini vengono condotti dalla ragazza, Mujika, in un luogo sicuro. I due sono demoni che per motivi religiosi non mangiano gli umani e spiegano ai bambini che il mondo è stato diviso in due parti 1000 anni prima in seguito ad un accordo di pace tra demoni ed umani, e che non è possibile raggiungere la metà umana. Emma e Ray sono però fiduciosi di poterlo fare incontrando Minerva e chiedono ai due demoni di accompagnarli fuori dal bosco. Mujika dà ad Emma un amuleto e le dice di cercare i “sette muri”. Sonju, il cui vero obiettivo è la rottura dell’accordo di pace per poter tornare a cacciare gli umani, va ad eliminare i demoni inseguitori che lo avevano visto. I bambini raggiungono finalmente il rifugio indicato da Minerva e all’interno incontrano un uomo. |                                         |                                          |
| 7  | Decisione 「判断」 - Handan | 4 gennaio 2018 ISBN 978-4-08-881323-3   | 23 gennaio 2019 ISBN 978-88-3275-694-4   |
| 7  | Capitoli - 53. B06-32 3 (B06-32③?) - 54. B06-32 4 (B06-32④?) - 55. B06-32 5 (B06-32⑤?) - 56. Affari 1 (取り引き1?, Torihiki 1) - 57. Affari 2 (取り引き2?, Torihiki 2) - 58. Decisione (判断?, Handan) - 59. Scegliete quella che preferite (好きに選べ?, Suki ni erabe) - 60. Goldy Pond (ゴールディ・ポンド?, Gōrudi pondo) - 61. Provate a sopravvivere (生きてみろよ?, Ikite miro yo) |                                         |                                          |
| 7  | Trama L’uomo nel rifugio è scappato da un’altra fattoria 13 anni prima ed è l’unico sopravvissuto del suo gruppo. Ancora tormentato dalla morte dei propri compagni, l’uomo non dà ai bambini alcuna informazione e intima loro di andarsene. Emma gli propone un accordo, di condurre lei e Ray ad un altro luogo indicato da Minerva. I tre partono verso Goldy Pond, consci che l’uomo cercherà di uccidere uno di loro durante il viaggio. I tre vengono attaccati da un branco di demoni e l’uomo non ha intenzione di aiutarli. |                                         |                                          |
| 8  | Un gioco proibito 「禁じられた遊び」 - Kinjiraretaasobi | 4 aprile 2018 ISBN 978-4-08-881384-4    | 13 marzo 2019 ISBN 978-88-3275-767-5     |
| 8  | Capitoli - 62. Mostri immortali (不死身の怪物?, Fujimi no kaibutsu) - 63. Help (ヘルプ?, Herupu) - 64. E se... (もしもの私?, Moshimo no watashi) - 65. Secret Garden (シークレット・ガーデン?, Shīkuretto gāden) - 66. Un gioco proibito - 1 (禁じられた遊び1?, Kinjiraretaasobi 1) - 67. Un gioco proibito - 2 (禁じられた遊び2?, Kinjiraretaasobi 2) - 68. È sempre così (こんなもんだよ?, Kon'na monda yo) - 69. Un incontro (会わせたい人?, Awa setai hito) - 70. Nascondino (かくれんぼ?, Kakurenbo) |                                         |                                          |
| 8  | Trama Emma e Ray scoprono il punto debole dei demoni e riescono a fuggire, dopodiché Emma propone all’uomo di aiutarlo a superare il suo tormento e che saranno loro la sua famiglia d’ora in poi. Proprio quando l’uomo rinuncia a condurli in trappola, Emma viene rapita dai demoni e condotta al Goldy Pond, la riserva di caccia personale di Lord Bayon in cui i demoni si divertono a cacciare gli umani. Emma suscita l’interesse del Duca Lewis, il demone che anni prima sterminò il gruppo dell’uomo del rifugio. Emma viene accolta dai ragazzi che organizzano la resistenza all’interno del Goldy Pond, e dal loro leader, Lucas, l’amico dell’uomo che si credeva morto. Lucas conduce Emma alla porta di Minerva, che si può aprire solo con la penna in suo possesso. Nel frattempo, Ray e l’uomo si apprestano ad entrare nel Goldy Pond per salvare Emma. |                                         |                                          |
| 9  | È guerra 「戦争の夜明け」 - Sensō no yoake | 4 giugno 2018 ISBN 978-4-08-881495-7    | 15 maggio 2019 ISBN 978-88-3275-828-3    |
| 9  | Capitoli - 71. Vere intenzioni (真意?, Shin'i) - 72. Call (電話?, Denwa) - 73. Insorgere (反乱?, Hanran) - 74. Un bambino speciale (非常に特別な男の子?, Hijō ni tokubetsuna otokonoko) - 75. Una demone perseverante (耐性植物?, Taisei shokubutsu) - 76. È guerra guerra (戦争の夜明け?, Sensō no yoake) - 77. Pivelli ignoranti (愚かなシンプトン?, Orokana shinputon) - 78. Fuori il primo (最初のものを落とした?, Saisho no mono o otoshita) - 79. La freccia decisiva (誰もが決定的な打撃になる?, Daremoga ketteitekina dageki ni naru) |                                         |                                          |
| 9  | Trama Lucas ed Emma aprono la porta che conduce alle informazioni di Minerva, dove trovano una sua registrazione in cui si presenta come James Ratri, discendente della famiglia che strinse il patto coi demoni. Egli era intenzionato a salvare gli umani lasciati ai demoni ma fu tradito da suo fratello Peter, che ora ha preso il suo posto e ha costruito una nuova fattoria sperimentale, nella quale si trova ora anche Norman. Lucas ed Emma condividono queste informazioni con gli altri prigionieri di Goldy Pond ed organizzano un piano per eliminare i demoni nell’imminente battuta di caccia. I ragazzi uccidono vari demoni tra cui due dei 5 nobili, mentre Emma incontra di nuovo Lewis. |                                         |                                          |
| 10 | La rivincita 「リターンマッチ」 - Ritānmatchi | 3 agosto 2018 ISBN 978-4-08-881534-3    | 10 luglio 2019 ISBN 978-88-3275-925-9    |
| 10 | Capitoli - 80. Vuoi scherzare?! (あなたは冗談ですか？?, Anata wa jōdandesu ka?) - 81. Difendere fino alla morte (苦い終わりに?, Nigai owari ni) - 82. Il padrone della riserva di caccia (狩猟のキャンプの所有者?, Shuryō no kyanpu no shoyū-sha) - 83. Una risposta dopo tredici anni (13年後の答え?, 13-Nen-go no kotae) - 84. Freni (破壊?, Hakai) - 85. Cosa devo fare? (どうすればいいですか？?, Dōsureba īdesu ka?) - 86. Potenza bellica (戦闘力?, Sentō-ryoku) - 87. Confini (境界?, Kyōkai) - 88. La rivincita (リターンマッチ?, Ritānmatchi) |                                         |                                          |
| 10 | Trama Il piano dei rivoltosi entra in crisi e i ragazzi vengono quasi tutti feriti. L’arrivo di Ray e dell’uomo permette di uccidere il demone Nous, mentre il gruppo di Lucas riesce ad eliminare Bayon. Emma è costretta ad affrontare Lewis con solo due compagni ma in suo soccorso giungono Ray e l’uomo, che gli distrugge la maschera. |                                         |                                          |

## Volumi 11-20
| Nº | Titolo italiano Giapponese 「Kanji」 - Rōmaji | Data di prima pubblicazione            | Data di prima pubblicazione              |
| Nº | Titolo italiano Giapponese 「Kanji」 - Rōmaji | Giapponese                             | Italiano                                 |
| 11 | La conclusione 「決着」 - Kecchaku | 2 novembre 2018 ISBN 978-4-08-881622-7 | 11 settembre 2019 ISBN 978-88-349-0033-8 |
| 11 | Capitoli - 89. Ricongiungersi (合流?, Gōryū) - 90. Vinceremo (勝とう?, Katou) - 91. Con tutte le forze (ありったけを?, Arittakeo) - 92. Colpi a ripetizione (撃ちまくれ?, Uchimakure) - 93. La conclusione (決着?, Kecchaku) - 94. Tutti quanti (全員 生きて?, Zenin ikite) - 95. Torniamo a casa (家に帰る時間?, Ienikaeru jikan) - 96. Bentornata (ホームへようこそ?, Hōmu e yōkoso) - 97. Il futuro desiderato (望む未来?, Nozomu mirai) |                                        |                                          |
| 11 | Trama I ragazzi riescono infine ad uccidere Lewis ma Emma viene gravemente ferita nello scontro. L’uomo, che rivela di chiamarsi Hugo, si ricongiunge con Lucas e trasporta Emma al rifugio per salvarla, seguiti dall’intero gruppo. Un mese dopo, Emma si riprende e spiega quanto scoperto a proposito di Minerva e del proprio desiderio di salvare tutti i bambini per poi andare nel mondo umano. Tuttavia, per mantenere l’equilibrio tra i due mondi, Peter Ratri non ha intenzione di lasciarli fuggire. |                                        |                                          |
| 12 | La campana d'inizio 「始まりの音」 - Hajimari no oto | 4 gennaio 2019 ISBN 978-4-08-881692-0  | 30 ottobre 2019 ISBN 978-88-349-0082-6   |
| 12 | Capitoli - 98. La campana d'inizio (始まりの音?, Hajimari no oto) - 99. Cuvitidala (クヴィティダラ?, Kuvuitidara) - 100. L'arrivo (到着?, Tōchaku) - 101. Vieni (おいで?, Oide) - 102. Li abbiamo trovati (見つけたよ?, Mitsuketa yo) - 103. Ancora una mossa (あと一手?, Ato itte) - 104. Abbandonare (捨てる?, Suteru) - 105. Inganno (まやかし?, Mayakashi) - 106. Via d'uscita (活路?, Katsuro) |                                        |                                          |
| 12 | Trama Peter assegna ad Andrew, suo sottoposto, il compito di eliminare i fuggitivi. Andrew si reca così da Phil per avere informazioni sui suoi compagni fuggiti. Intanto, al rifugio arriva finalmente una chiamata degli alleati di Minerva, che promettono ai ragazzi di venire a prenderli. Dopo aver decifrato un manoscritto presente nel rifugio, Emma e Ray si recano a Cuvitidala con altri ragazzi, per scoprire qualcosa sui “sette muri” che permetterebbero di suggellare un nuovo patto con i demoni. Qui, Emma ha delle visioni sul passato ed incontra uno strano demone, che le dice di andare a trovarlo di persona. Un anno e mezzo dopo, i ragazzi hanno indagato su quanto visto da Emma e nelle città dei demoni hanno recuperato dell’acqua dorata che permetterà loro di raggiungere quel luogo. Tuttavia, il rifugio viene assaltato da Andrew e i suoi uomini, che avvisa di aver eliminato tutti i loro alleati in questi mesi. Il gruppo fugge ma due ragazzi vengono uccisi. Lucas riesce ad uccidere due dei nemici e lui e Hugo si sostituiscono a loro, pronti a sacrificarsi per impedire ai sei nemici che restano di inseguire il gruppo. |                                        |                                          |
| 13 | Il re del paradiso 「楽園の王」 - Rakuen noō | 4 marzo 2019 ISBN 978-4-08-881754-5    | 8 gennaio 2020 ISBN 978-88-349-0154-0    |
| 13 | Capitoli - 107. Mi fanno vomitare (反吐が出る?, Hedogaderu) - 108. Non te lo permetteremo (行かせねぇ?, Ika se nē) - 109. Andiamo avanti (進め?, Susume) - 110. Ciò che dobbiamo fare (すべきこと?, Subeki koto) - 111. Un ospite indesiderato (望まざる客?, Nozomazaru kyaku) - 112. A caccia (追悼?, Tsuitō) - 113. Il re del paradiso (楽園の王?, Rakuen no ō) - 114. Una cosa alla volta (一つずつ?, Hitotsuzutsu) - 115. Jin e Hayato (ジンとハヤト?, Jin to Hayato) |                                        |                                          |
| 13 | Trama Hugo e Lucas si sacrificano per eliminare gli inseguitori. Non vedendoli arrivare, alcuni bambini decidono di andare a vedere se sono ancora vivi ma Andrew, sopravvissuto, li uccide per poi venire divorato da un demone. I ragazzi comunicano poi che era arrivata una chiamata da parte di Minerva, che esortava i bambini di tutte le fattorie ad andare in un certo luogo. Nel frattempo, gli uomini di Minerva stanno distruggendo varie fattorie. Lungo il viaggio, Emma e gli altri salvano Jin e Hayato, due ragazzi che li stavano cercando per condurli da Minerva. Tuttavia, le condizioni dei feriti peggiorano e Jin e Hayato propongono di assaltare una fattoria vicina per rubare delle medicine. |                                        |                                          |
| 14 | Incontro casuale 「邂逅」 - Kaikō | 4 giugno 2019 ISBN 978-4-08-881861-0   | 11 marzo 2020 ISBN 978-88-349-0220-2     |
| 14 | Capitoli - 116. Intrusione 1 (檻への侵入①?, Ori e no shin'nyū ①) - 117. Intrusione 2 (檻への侵入②?, Ori e no shin'nyū ②) - 118. Ritrovarsi (対面?, Taimen) - 119. Incontro casuale (邂逅?, Kaikō) - 120. Mostri senza forma (形のない怪物?, Katachi no nai kaibutsu) - 121. Che bello, vero? (よかったね?, Yokatta ne) - 122. Ciò che pensi veramente (本心?, Honshin) - 123. Una decisione importante (大事な選択?, Daiji na sentaku) - 124. Forza, ditecelo (聞かせろよ?, Kika Seroyo) |                                        |                                          |
| 14 | Trama Emma e gli altri rubano le medicine ma così facendo vengono scoperti dai demoni. Il gruppo di ragazzi viene comunque condotto nel ritrovo di Minerva, che si rivela essere Norman, il quale riuscì a distruggere ed evadere dalla fattoria speciale in cui si trovava. Il ragazzo spiega ai suoi amici la vera natura dei demoni, esseri che acquisiscono le capacità di ciò che mangiano e che, distruggendo tutte le fattorie, i demoni si estinguerebbero in sei mesi. Tutti sono felici di questo piano, che permetterebbe agli umani di sopravvivere, ma Emma è contrastata per il fatto di non voler uccidere i demoni. Ray la convince a discuterne con Norman, anche per chiarire come mai Sonju e Mujika riescano a sopravvivere pur non nutrendosi di umani. Tuttavia, Norman si è recato da alcuni demoni per proporre un’alleanza volta a distruggere il loro mondo. |                                        |                                          |
| 15 | Benvenuti all'entrata 「入口」 - Iriguchi | 2 agosto 2019 ISBN 978-4-08-882017-0   | 13 maggio 2020 ISBN 978-88-349-0287-5    |
| 15 | Capitoli - 125. Un'alleanza piena di bugie (嘘吐きの同盟?, Usotsuki no Dōmei) - 126. Conversazione a tre (鼎談?, Teidan) - 127. Opposizione (対立?, Tairitsu) - 128. Ho deciso (決めた?, Kimeta) - 129. È mia responsabilità (背負うべきもの?, Seoubeki Mono) - 130. Informazione (報告?, Hōkoku) - 131. Benvenuti all'entrata (入口?, Iriguchi) - 132. Criminali d'assalto (誅伐?, Chūbatsu) - 133. Giochiamo (あそぼ?, Asobo) |                                        |                                          |
| 15 | Trama Norman sigla un’alleanza con il clan Giran, bandito dalla società dei demoni, per indurlo a scatenare una guerra civile che porterà alla morte della famiglia reale e delle 5 casate nobiliari che governano il mondo dei demoni. Emma gli chiede però di valutare una soluzione alternativa allo sterminio, utilizzando il potere di Mujika che permette ai demoni che bevono il suo sangue di mantenere la loro forma e l’intelletto senza il bisogno di divorare gli umani. Si avvicina la cerimonia del Tifari e Norman pianifica di attuare il suo piano in 8 giorni. Emma e Ray, intanto, si dirigono ai “sette muri” ma si ritrovano a Grace Field House. |                                        |                                          |
| 16 | Lost Boy 「ロストボーイ」 - Rosuto bōi | 4 ottobre 2019 ISBN 978-4-08-882077-4  | 8 luglio 2020 ISBN 978-88-349-0337-7     |
| 16 | Capitoli - 134. Lost Boy (ロストボーイ?, Rosuto bōi) - 135. Ricerca (捜索?, Sōsaku) - 136. Labirinto (迷路?, Meiro) - 137. Mutamento (変換?, Henkan) - 138. Alla ricerca dei demoni - 1 (鬼探し①?, Oni sagashi ①) - 139. Alla ricerca dei demoni - 2 (鬼探し②?, Oni sagashi ②) - 140. Sono qui! (来たよ！?, Kita yo!) - 141. La promessa di mille anni fa - 1 (1000年前の“約束”1?, 1000-Nen mae no “yakusoku” 1) - 142. La promessa di mille anni fa - 2 (1000年前の“約束”2?, 1000-Nen mae no “yakusoku” 2) - 143. Soppressione (抹殺?, Massatsu) |                                        |                                          |
| 16 | Trama 1000 anni prima, Julius Ratri tradì i propri compagni e strinse un patto col duca Lewis per porre fine alla guerra tra umani e demoni. In un’altra dimensione, il Dio dei demoni accettò questa proposta ma chiese in cambio ai demoni di riservare per lui la carne umana di prima qualità, ed ai Ratri di essere i guardiani della divisione dei due mondi. Emma riesce a raggiungerlo e gli chiede di lasciar passare tutti i bambini-bestiame nel mondo umano, e di chiudere per sempre i due mondi. Egli accetta ma ad una condizione. Intanto, Norman chiede a Don e Gilda di trovare Sonju e Mujika, con l’aiuto di Hayato ed Aishe, che i ragazzi temono abbia il compito di uccidere i due demoni. In realtà, la ragazza odia il gruppo di Norman per averle ucciso il demone che l’aveva salvata e cresciuta come un padre. Quando trovano finalmente i due demoni, però, Hayato fa giungere Jin e altri assassini rivelando di avere l’ordine di ucciderli. Tuttavia, è invece Sonju a prendere Jin sotto tiro. |                                        |                                          |
| 17 | Scontro alla capitale reale 「王都決戦」 - Ōto kessen | 4 gennaio 2020 ISBN 978-4-08-882170-2  | 9 settembre 2020 ISBN 978-88-349-0380-3  |
| 17 | Capitoli - 144. Aiutateci (助けて?, Tasukete) - 145. Vari fronti (それぞれの?, Sorezore no) - 146. Scontro alla capitale reale (王都決戦?, Ōto kessen) - 147. Un odio covato per secoli (積怨?, Sekien) - 148. Arriviamo (今行くよ?, Ima iku yo) - 149. Il dovere di dimostrarlo (証明する義務?, Shōmei suru gimu) - 150. Un desiderio durato 700 anni (700年の悲願?, 700-Nen no higan) - 151. Il vincitore è... (勝つのは?, Katsu no wa) - 152. È arrivato il momento (刻限?, Kokugen) |                                        |                                          |
| 17 | Trama Sonju neutralizza gli assassini e Don e Gilda spiegano a lui e Mujika del piano di Norman. I due demoni accettano di aiutarli e si dirigono con loro alla capitale, dove il clan Giran sferra il suo attacco ai nobili ed alla regina, per vendicarsi del tradimento di 700 anni prima. Giran e i suoi demoni sconfiggono quasi tutti i nobili ma non possono competere con la regina, che li elimina. Approfittando della sua stanchezza, gli uomini più forti di Norman riescono ad uccidere la regina. Emma e Ray raggiungono Norman ma si ritrovano davanti ad un bagno di sangue. |                                        |                                          |
| 18 | Never Be Alone 「ネバービーアローン」 - Nebā Bī Arōn | 4 marzo 2020 ISBN 978-4-08-882223-5    | 18 novembre 2020 ISBN 978-88-349-1534-9  |
| 18 | Capitoli - 153. Codardo (臆病?, Okubyō) - 154. Breccia (突破口?, Toppakō) - 155. Rinascita (復活?, Fukkatsu) - 156. Finiamola qui (終わりにしましょう?, Owari ni shimashou) - 157. The World Is Mine (The World Is Mine?, Za Wārudo Izumain) - 158. Il motivo per cui sono nata (生まれてきた意味?, Umarete kita imi) - 159. Grazie (ありがとう?, Arigatō) - 160. Ostacolo (足枷?, Ashikase) - 161. Never Be Alone (Never Be Alone?, Nebā Bī Arōn) |                                        |                                          |
| 18 | Trama Emma e Ray convincono Norman a desistere dal suo piano ed a non farsi carico da solo del destino del mondo. Tuttavia, Norman rivela loro di non avere ancora molto tempo da vivere, a causa degli esperimenti che ha subìto alla fattoria Lambda. I ragazzi notano come Adam, anch’egli cresciuto a Lambda, non manifesta alcun sintomo e potrebbe essere la chiave per salvare Norman e i suoi compagni. Intanto, la regina si riprende in quanto in possesso di un altro nucleo e viene affrontata da Sonju, suo fratello minore. Per essersi nutrito di troppi esseri viventi, però, il corpo della regina muore. I ragazzi tornano al nascondiglio e lo trovano deserto, scoprendo che l’esercito dei demoni, guidato da Peter Ratri, ha condotto tutti i fuggitivi a Grace Field. Così, Emma e gli altri si apprestano ad irrompere per salvarli. |                                        |                                          |
| 19 | A pieni voti 「満点」 - Manten | 3 luglio 2020 ISBN 978-4-08-882327-0   | 20 gennaio 2021 ISBN 978-88-349-0462-6   |
| 19 | Capitoli - 162. Il gioco del trono (王座盗りゲーム?, Ōza tori gēmu) - 163. Rovesciamento (反転?, Hanten) - 164. Il demone sorridente (笑顔の悪魔?, Egao no akuma) - 165. You can fly! (You Can Fly！?, Yū Kan Furai!) - 166. Go back home (ゴーバックホーム?, Gō Bakku Hōmu) - 167. Da questa parte, demoni! (鬼さんこちら?, Onisan kochira) - 168. Padre (創 造 主?, Sōzōnushi) - 169. A pieni voti (満点?, Manten) - 170. Insieme (共に?, Tomoni) - 171. Disfatta (敗北?, Haiboku) |                                        |                                          |
| 20 | Oltre il proprio destino 「運命の向こう岸」 - Unmei no mukōgishi | 2 ottobre 2020 ISBN 978-4-08-882375-1  | 31 marzo 2021 ISBN 978-88-349-0551-7     |
| 20 | Capitoli - 172. Liberi (自由?, Jiyū) - 173. Prisoners (プリズナーズ?, Purizunāzu) - 174. Un nuovo mondo 1 (新しい世界①?, Atarashī sekai ①) - 175. Un nuovo mondo 2 (新しい世界②?, Atarashī sekai ②) - 176. Sono tornata! (ただいま！?, Tadaima!) - 177. Mamma (母親?, Hahaoya) - 178. Verso il mondo degli umani (人間の世界へ?, Ningen no sekai e) - 179. Il prezzo da pagare (代償?, Daishō) - 180. Il tuo tutto (きみのすべて?, Kimi no subete) - Finale. Oltre il proprio destino (運命の向こう岸?, Unmei no mukōgishi) |                                        |                                          |

## Altre pubblicazioni
| Titolo italiano Giapponese 「Kanji」 - Rōmaji                                                               | Data di prima pubblicazione            | Data di prima pubblicazione          |
| Titolo italiano Giapponese 「Kanji」 - Rōmaji                                                               | Giapponese                             | Italiano                             |
| The Promised Neverland Artbook 「約束のネバーランド ART BOOK WORLD」 - Yakusoku no nebārando ART BOOK WORLD | 4 novembre 2020 ISBN 978-4-08-792559-3 | dicembre 2021 ISBN 978-88-349-0739-9 |